# Рефиг, Халит
Халит Рефиг (5 марта 1934 — 11 октября 2009) — турецкий режиссёр, продюсер, сценарист и писатель. Принимал участие в создании примерно 60 фильмов, среди которых были полнометражки, документальные фильмы и ТВ-сериалы. Считается одним из первых турецких кинематографистов и создателей турецких ТВ-сериалов.

## Биография
Родился 5 марта 1934 года в Измире. В 1951 году окончил школу. Затем учился в Роберт-колледже.
Первые фильмы начал снимать на 8-миллиметровой плёнке. С 1956 года писал в газетах статьи о кинематографе, а также издавал журнал «Sinema Dergisi». В 1957 году начал работать помощником Атыфа Йылмаза. Писал сценарии для Мемдуха Уна и Атифа Йылмаза. Дебютом Рефига как режиссёра стал фильм «Запретная любовь» (Yasak Aşk). В 1963 году фильм Рефига «Чужой в городе» был показан на Московском международном кинофестивале.
В 1970-е годы, отметившиеся упадком турецкого кинематографа, Рефиг много работал на телевидении. В 1974 году работал консультантом для первых обучающих программ, созданных Стамбульской государственной академий изящных искусств (ныне Университет Изобразительных искусств Мимара Синана), с 1975 года читал в академии лекции. В 1975 году снял сериал «Запретная любовь», который транслировался Турецкой телерадиокомпанией. Этот тв-сериал считается первым мини-сериалом, показанном на турецких каналах.
Читал лекции в Висконсинском университете в Мадисоне и в университете Денисона. В 1997 году Рефигу было присвоено звание почётного профессора университетом Мармара.
Умер 11 октября 2009 года от холангиокарциномы. Похоронен на кладбище Зинджирликую.